# Liste der Kulturdenkmäler in Ingendorf
In der Liste der Kulturdenkmäler in Ingendorf sind alle Kulturdenkmäler der rheinland-pfälzischen Ortsgemeinde Ingendorf aufgeführt. Grundlage ist die Denkmalliste des Landes Rheinland-Pfalz (Stand: 27. Juni 2022).

## Einzeldenkmäler
| Bezeichnung | Lage                      | Baujahr                              | Beschreibung | Bild |
| ----------- | ------------------------- | ------------------------------------ | --- | ---- |
| Portal      | Bergstraße, an Nr. 9 Lage | 1803                                 | Oberlichtportal des Streckhofs, bezeichnet 1803 | BW   |
| Hofanlage   | Im Unterdorf 3 Lage       | Mitte des 19. Jahrhunderts           | Winkelhof; Wohnhaus aus der Mitte des 19. Jahrhunderts, im Ökonomietrakt Scheune, bezeichnet 1797                                                                       | BW   |
| Wohnhaus    | Im Unterdorf 5 Lage       | um 1770                              | Wohnhaus, um 1770 | BW   |
| Wohnhaus    | Im Unterdorf 6/6a Lage    | letztes Viertel des 18. Jahrhunderts | zweigliedriges Wohnhaus; älterer Teil aus dem letzten Viertel des 18. Jahrhunderts, hofseitige Giebelwand um 1830, jüngerer Teil wenig später; Schmiede bezeichnet 1878 | BW   |
| Hofanlage   | Im Unterdorf 9 Lage       | Mitte des 19. Jahrhunderts           | Winkelhof; dreigeschossiges Wohnhaus, Mitte des 19. Jahrhunderts, Türsturz des Vorgängers bezeichnet 1760; im Garten vier neugotische Grabsteine                        | BW   |